# William Mayne
William James Carter Mayne (* 16. März 1928 in Hull, Yorkshire; † 24. März 2010 in Thornton Rust, Yorkshire) war ein englischer Kinderbuchautor, der auch die Pseudonyme Martin Cobalt und Dynely James verwendete.

## Leben
Mayne besuchte die Choristenschule an der Kathedrale von Canterbury und lehrte später an der Deakin University und dem Rolle College. Er schrieb mehr als 100 Bücher, von denen Follow the Footprints 1953 sein Debütroman war. Sein Buch A Swarm in May wurde verfilmt und Earthfasts wurde 1994 von der BBC als fünfteiliger Fernsehfilm gesendet.
2004 wurde William Mayne für zweieinhalb Jahre inhaftiert, nachdem er zugegeben hatte, sich in den Jahren 1960 bis 1975 mehrfach an Kindern vergangen zu haben.

## Auszeichnungen
- 1957 – Carnegie Medal für A grass rope
- 1990 – Honor Book Phoenix Award für Ravensgill
- 1991 – Honor Book Phoenix Award für A game of dark
- 1993 – Guardian Award für Low Tide

## Werke (Auswahl)
- Candlefasts. Hodder Children's Books, London 2000, ISBN 0-340-75752-3.
- Cradlefasts. Hodder Children's Books, London 1995, ISBN 0-340-65126-1.
- A Game of Dark. Hamilton, London 1971, ISBN 0-241-02050-6.
- Die Macht der Gezeiten („Low Tide“). Fischer-Taschenbuchverlag, Frankfurt/M. 1999, ISBN 3-596-80217-2.
- Ravensgill. Hamilton, London 1970, ISBN 0-241-01746-7.
- Das Wirtshaus zum Einhorn („A Grass Rope“.) Schwabenverlag, Stuttgart 1966.